# Felice Menghini
Felice Menghini (Poschiavo, 20 settembre 1909 – Poschiavo, 10 agosto 1947) è stato un presbitero, poeta e scrittore svizzero.

## Biografia
Tra gli uomini di cultura della Svizzera italiana, Felice Menghini si distingue per la sua poliedricità di sacerdote, poeta, scrittore, giornalista, editore. Fin da giovane avverte in sé due “vocazioni” – quella religiosa e quella letteraria – che si sviluppano di pari passo, intrecciandosi a tratti indissolubilmente, in una dialettica dagli esiti per niente scontati. Studia teologia al seminario di Coira e si laurea in lettere all'Università Cattolica del Sacro Cuore di Milano.
Accanto al ministero sacerdotale, pubblica alcuni libri – di poesie e di prose – e dirige il settimanale «Il Grigione Italiano». La sua poesia tende a rendere tanto una percezione romantica della realtà quanto una drammatica e urgente introspezione religiosa.
Dopo l'8 settembre 1943 numerosi intellettuali italiani cercano rifugio nella neutrale Svizzera e alcuni di loro – fra i quali gli scrittori Giancarlo Vigorelli, Giorgio Scerbanenco, Piero Chiara e Aldo Borlenghi – entrano in contatto con Menghini, dando vita a un fitto scambio epistolare e a varie iniziative editoriali. Anche grazie a queste collaborazioni, l'uomo di cultura di Poschiavo fonda e dirige la collana letteraria "L'ora d'oro", nella quale esordiscono fra gli altri Piero Chiara e Remo Fasani.
Il 10 agosto 1947, durante una scalata del Corno di Campo, Menghini rimane vittima di un incidente alpinistico.

## Opere
Tra le pubblicazioni di Menghini si elencano qui le più importanti.

### Poesia
- Umili cose, IET, Bellinzona 1938.
- Parabola e altre poesie, IET, Bellinzona 1943.
- Esplorazione, IET, Bellinzona 1946.
- Poesie, a c. di Piero Chiara, Maestri, Milano 1977.

### Prosa
- Leggende e fiabe di Val Poschiavo, Menghini, Poschiavo 1933.
- Nel Grigioni Italiano, Menghini, Poschiavo 1940.

### Traduzioni
- Il fiore di Rilke, Edizioni di Poschiavo, L'ora d'oro, Poschiavo 1946.

### Saggi critici
- Paganino Gaudenzio letterato grigionese del '600, Giuffrè, Milano 1941.